# Tight end

Un tight end (appelé ailier rapproché au Canada) est un joueur de football américain ou de football canadien évoluant dans l'équipe offensive. Joueur hybride, son rôle est à la fois de bloquer les adversaires et de recevoir les passes du quarterback (ou quart-arrière). Bien qu'il soit parfois appelé receveur rapproché en France, ce dernier terme correspond plutôt à la position de middle (demi) en anglais.   

## Qualités

Position du tight end (en bleu) dans un schéma de jeu classique au football américain

Les tight ends sont souvent des joueurs puissants et solides, en tous cas plus que les wide receivers dont ils se rapprochent par la taille (entre 1,90 m à plus de 2 m) mais qu'ils surclassent par le poids (entre 100 et 120 kg). Cela leur permet d'être alignés plus vers le centre que ces derniers. Néanmoins, comme pour beaucoup de postes, ce portrait traditionnel a subi quelques modifications avec l'évolution du football américain moderne. Ainsi, un nombre non négligeable de tight ends est aujourd'hui assez proche physiquement des wide receivers. Au football américain, c'est le cas par exemple de joueurs comme Tony Gonzalez ou Antonio Gates dont le rôle se rapproche beaucoup plus de vrais receveurs que de tight ends traditionnels.
Au football canadien, où une équipe dispose d'un joueur de plus sur le terrain que dans le jeu américain, on emploie généralement deux ailiers rapprochés,. En anglais, on fait parfois la distinction entre slotback (demi inséré) et tight end (ailier rapproché), le premier étant détaché latéralement de la ligne offensive et le second en étant plus près, juste à côté du bloqueur,.

## Rôles

### Réception
Un des deux rôles principaux des tight ends consiste à recevoir les passes lancées par le quarterback. Le rendement d'un tight end dépend d'ailleurs grandement du jeu développé par le lanceur. Un tight end brillera plus facilement avec un quarterback lançant des passes courtes qu'avec un joueur orienté vers des passes longues sur les extérieurs. Un quarterback comme Tom Brady fait par exemple souvent appel à ses tight ends lors de ses passes car ils constituent une sorte de soupape de sécurité permettant d'obtenir une nouvelle série de quatre tentatives sans prendre trop de risques. Un duo légendaire s'est ainsi formé entre John Elway et Shannon Sharpe au temps du règne des Denver Broncos vers la fin des années 1990, Sharpe étant alors avec le wide receiver Rod Smith la cible privilégiée d'Elway. Un joueur comme Sharpe confirme ainsi que les tight ends peuvent briller au niveau des réceptions même si ce n'est pas le cas de tous. Sharpe figure à ce jour[Quand ?] parmi les quinze meilleurs receveurs de l'histoire de la NFL au niveau des réceptions en seulement treize années de carrière.

### Blocage
L'autre rôle prépondérant de ce type de joueur est de bloquer les adversaires lors des phases de course mais aussi et surtout lors des passes. Dans ce registre, il est souvent comparé au fullback par son côté hybride. Il est en effet à la passe ce que le fullback est à la course ; un joueur capable de contribuer dans ce domaine mais aussi et surtout un travailleur de l'ombre destiné aux lourdes tâches que constituent les protections des quarterbacks et autres halfbacks. D'ailleurs, dans une position de départ inventée par l'entraîneur hall of famer Joe Gibbs et appelée H-Back, ils tiennent le rôle de fullback, brouillant ainsi les cartes envers la défense qui ne sait alors pas comment gérer ce joueur.

### Course
Il peut arriver que dans certaines formations, le tight end « décroche » : tandis que le fullback et le halfback font une feinte de course, c'est le tight end qui prend le ballon. 